# Vulcões da década

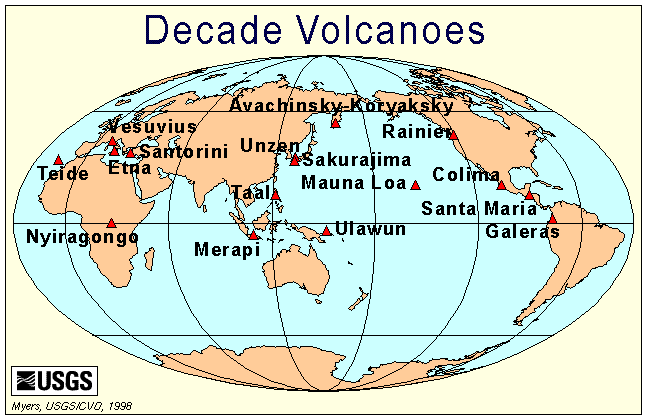
Localização dos 16 vulcões

Vulcões da década (em língua inglesa, Decade Volcanoes) se referem aos 16 vulcões identificados pela International Association of Volcanology and Chemistry of the Earth's Interior (IAVCEI) como sendo merecedores de estudo particular frente ao seu histórico de grandes e destruidoras erupções assim como a proximidade à áreas populosas. 
O projeto encoraja estudos e atividades de conscientização do público sobre estes vulcões, com o objetivo de alcançar um maior entendimento destas estruturas e dos perigos que apresentam, possibilitando uma redução na gravidade dos desastres naturais. São chamados "vulcões da década" por que o projeto foi iniciado como parte da "Década Internacional para a Redução de Desastres Naturais", apoiada pela Organização das Nações Unidas.

## Lista de vulcões

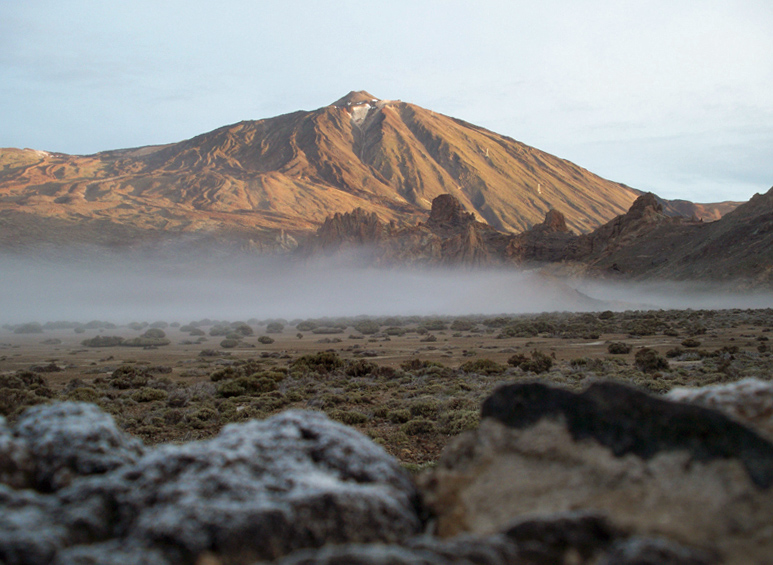
Teide, Tenerife (Ilhas Canárias, Espanha)

- Avatchinski e Koriakski, Península de Kamtchatka, Rússia
- Colima, Jalisco e Colima, México
- Monte Etna, Sicília, Itália
- Galeras, Nariño, Colômbia
- Mauna Loa, Havaí, Estados Unidos da América
- Monte Merapi, Java Central, Indonésia
- Monte Nyiragongo, República Democrática do Congo
- Monte Rainier, Washington, E.U.A.
- Sakurajima, Província de Kagoshima, Japão
- Santa María/Santiaguito, Guatemala
- Santorini, Cíclades, Grécia
- Taal, Luzon, Filipinas
- Teide, Ilhas Canárias, Espanha
- Ulawun, Nova Bretanha, Papua-Nova Guiné
- Monte Unzen, Nagasaki, Japão
- Vesúvio, Nápoles, Itália